# Juan Francisco Berbeo
Juan Francisco Berbeo Moreno (El Socorro, 1739-El Socorro, 28 de junio de 1795) fue el comandante general de la Insurrección de los Comuneros.
Hijo de españoles, su familia pertenecía a la élite de El Socorro, si bien su fortuna era modesta, tenía dos fincas con esclavos y una casa en la plaza principal de El Socorro. Para 1781 Berbeo fue nombrado regidor del cabildo socorrano por la Real Audiencia de Santa Fe, tras las deliberacioens que se hicieron con la comisión enviada a Zipaquirá, fue escogido por las masas populares que negociaron. Berbeo había liderado a más de 20.000 hombres que se reunieron en marcha hacia Santa Fe y lideró las negociaciones que llevaron a las «Capitulaciones de Zipaquirá» en las que se consagraban numerosas mejoras en las condiciones económicas, políticas y sociales de los americanos; como parte del tal acuerdo y uno de sus capítulos, Berbeo fue nombrado Corregidor y Justicia Mayor de El Socorro.
Meses después Las Capitulaciones fueron anuladas por el gobierno español y los líderes de la insurrección perseguidos, Berbeo fue destituido y juzgado, si bien logró salir airoso en su defensa.
Entre sus descendientes se encuentran los ex Presidentes de Colombia Santos Acosta y Alberto Lleras Camargo.